# Daber
Daber – wieś w Słowenii, w gminie Tolmin. W 2018 roku liczyła 22 mieszkańców.